# Maitotoksyna
Maitotoksyna (MTX) – organiczny związek chemiczny, toksyna z grupy ciguatoksyn o budowie polisacharydowej. Wytwarzana jest przez glon z grupy tobołków, Gambierdiscus toxicus. Jest jedną z najsilniejszych toksyn niebiałkowych – śmiertelna dawka (LD50) dla myszy (podana jako zastrzyk dootrzewnowy) to jedynie 0,05 µg na kilogram masy ciała. Maitotoksyna spotykana jest w organizmach ryb z raf koralowych i odpowiada za ok. 20 000 przypadków ciguatery (zatrucia toksynami z organizmów morskich) rocznie. Po raz pierwszy wykryto ją w organizmie ryby z rodziny pokolcowatych, Ctenochaetus striatus, a jej nazwa pochodzi od tahitańskiego słowa maito – „ryba”.
Cząsteczka maitotoksyny jest liniową cząsteczką zbudowaną z 6 łańcuchów zawierających łącznie 32 skondensowane pierścienie węglowodanowych i jest jedną z najbardziej złożonych substancji (poza białkami i kwasami nukleinowymi) wytwarzanych przez żywy organizm. Jej struktura zbadana została metodą jądrowego rezonansu magnetycznego przez naukowców japońskich, a później angielskich i amerykańskich.
Działanie maitotoksyny polega prawdopodobnie na otwieraniu nieselektywnych kanałów jonowych, co prowadzi do wzrostu poziomu cytozolowych kationów Ca2+. W konsekwencji uruchomiona zostaje kaskada śmierci komórki.